# 托夫斯托杜博韋
51°51′6″N 34°14′34″E / 51.85167°N 34.24278°E
托夫斯托杜博韋（烏克蘭語：Товстодубове）是位於烏克蘭東北部的村莊，由蘇梅州紹斯特卡區的埃斯曼市鎮負責管轄。該村分別距離希羅凱2.5公里和小斯洛比德卡3公里，海拔高度191米。